# Miss Acre BE Emotion 2019
Miss Acre BE Emotion 2019 foi a 58ª edição do tradicional concurso de beleza feminino de Miss Acre BE Emotion, válido para a disputa de Miss Brasil BE Emotion 2019, único caminho para o Miss Universo. A disputa teve a participação de catorze (14) candidatas e ocorreu no espaço de eventos "AFA Jardim", localizado na capital do Estado. A cerimônia foi organizada pela promoter Meyre Mhanaus. A vencedora foi a funcionária pública Sayonara Moura, coroada por sua antecessora, Miss Acre 2017 Thaís Braga.

## Resultados

### Colocações
| Posição    | Município e candidata                                               |
| ---------- | ------------------------------------------------------------------- |
| Vencedora  | - Candidata Nº 12: Sayonara Moura                                   |
| 2º. Lugar  | - Candidata Nº 8: Luci Matos                                        |
| 3º. Lugar  | - Candidata Nº 9: Micaelly Galeotti                                 |
| Finalistas | - Candidata Nº 2: Damaris Castro - Candidata Nº 3: Gabrielle Freire |

### Prêmios Especiais
O concurso distribuiu o seguinte prêmio este ano:
| Prêmio            | Município e candidata             |
| ----------------- | --------------------------------- |
| Miss Popularidade | - Candidata Nº 12: Sayonara Moura |

## Candidatas
Disputaram o título este ano: 
| - Candidata Nº 1: Beatriz Menezes - Candidata Nº 2: Damaris Castro - Candidata Nº 3: Gabrielle Freire - Candidata Nº 4: Iana Martins - Candidata Nº 5: Isadora Amorim - Candidata Nº 6: Isabelle Ruela - Candidata Nº 7: Kemyllee Juviniano | - Candidata Nº 8: Luci Matos - Candidata Nº 9: Micaelly Galeotti - Candidata Nº 10: Rebeca Araújo - Candidata Nº 11: Sabrina Araújo - Candidata Nº 12: Sayonara Moura - Candidata Nº 13: Susan Vilela - Candidata Nº 14: Thalia Kamila |